# Lacipo
La ciudad romana de Lacipo, situada en el término de Casares (Provincia de Málaga, España), en la zona conocida como El Torreón, es prácticamente una atalaya sobre una vía de penetración importante, desde la costa al interior, en época romana. Su situación estratégica, la convierten en un importante enclave de control, que dominaría la vía de penetración del valle hacia el interior de las actuales provincias de Cádiz y Málaga, y, por lo tanto, al controlar las zonas altas, dominaría también buena parte de estas dos provincias.

## Excavaciones
Las primeras referencias a Lacipo se documentan a través de los escritos de los geógrafos greco-latinos. Las campañas de excavación arqueológica han demostrado la existencia de un recinto amurallado, en cuyo interior se han localizado restos de diversas estancias que parecen estar en función de la muralla, adosadas o yuxtapuestas unas a otras, sin que se evidencie un trazado ortogonal; se ha constatado la existencia de dos cisternas, lo que demuestra carencia de agua en esta zona. Asimismo, se han hallado los restos de un gran edificio de carácter público, y se ha podido constatar un nivel de enterramiento hispano-visigodo. 
Los resultados de las investigaciones arqueológicas permiten concluir que es un recinto colectivo de marcado carácter militar, cuya cronología se establecería entre los siglos I a. C. al siglo I , pudiéndose prolongar hasta el siglo II Asentándose la necrópolis hispano-visigoda una vez que las edificaciones estaban en desuso.
En 2020, debido a su mal estado de conservación se incorporó en la Lista roja de patrimonio en peligro de Hispania Nostra